# Jüdischer Friedhof (Roth)

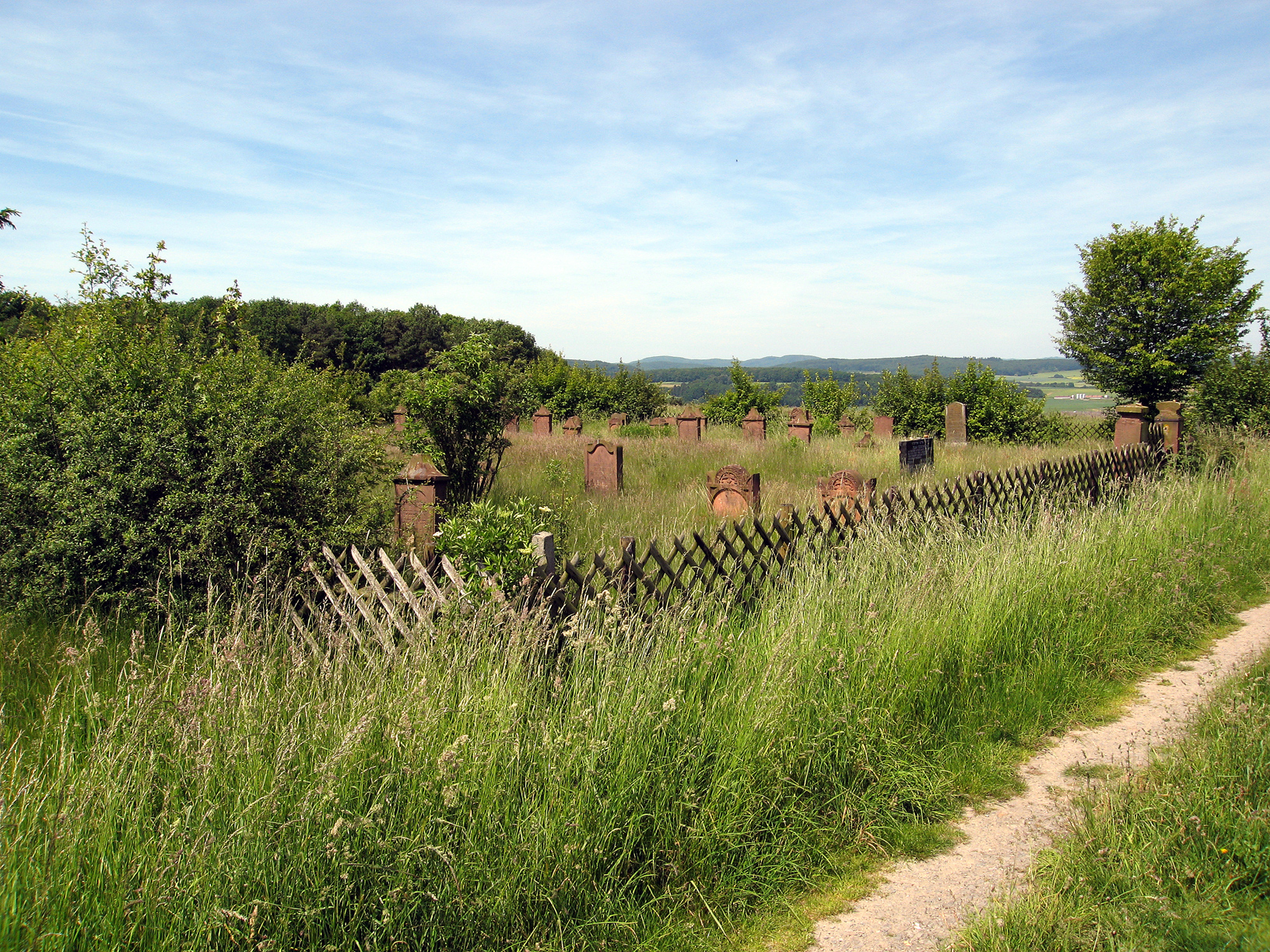
Jüdischer Friedhof in Roth

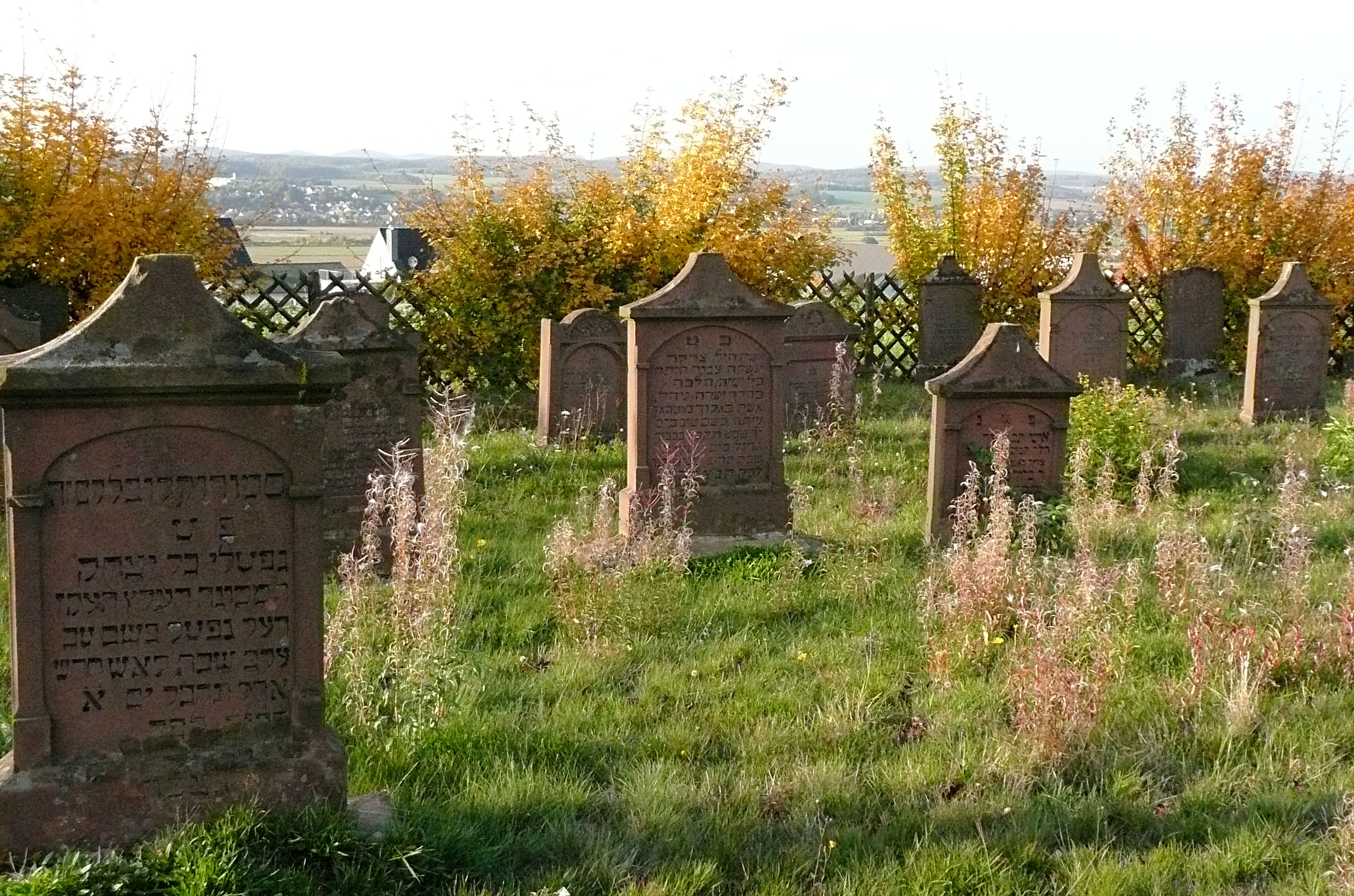
Grabsteine

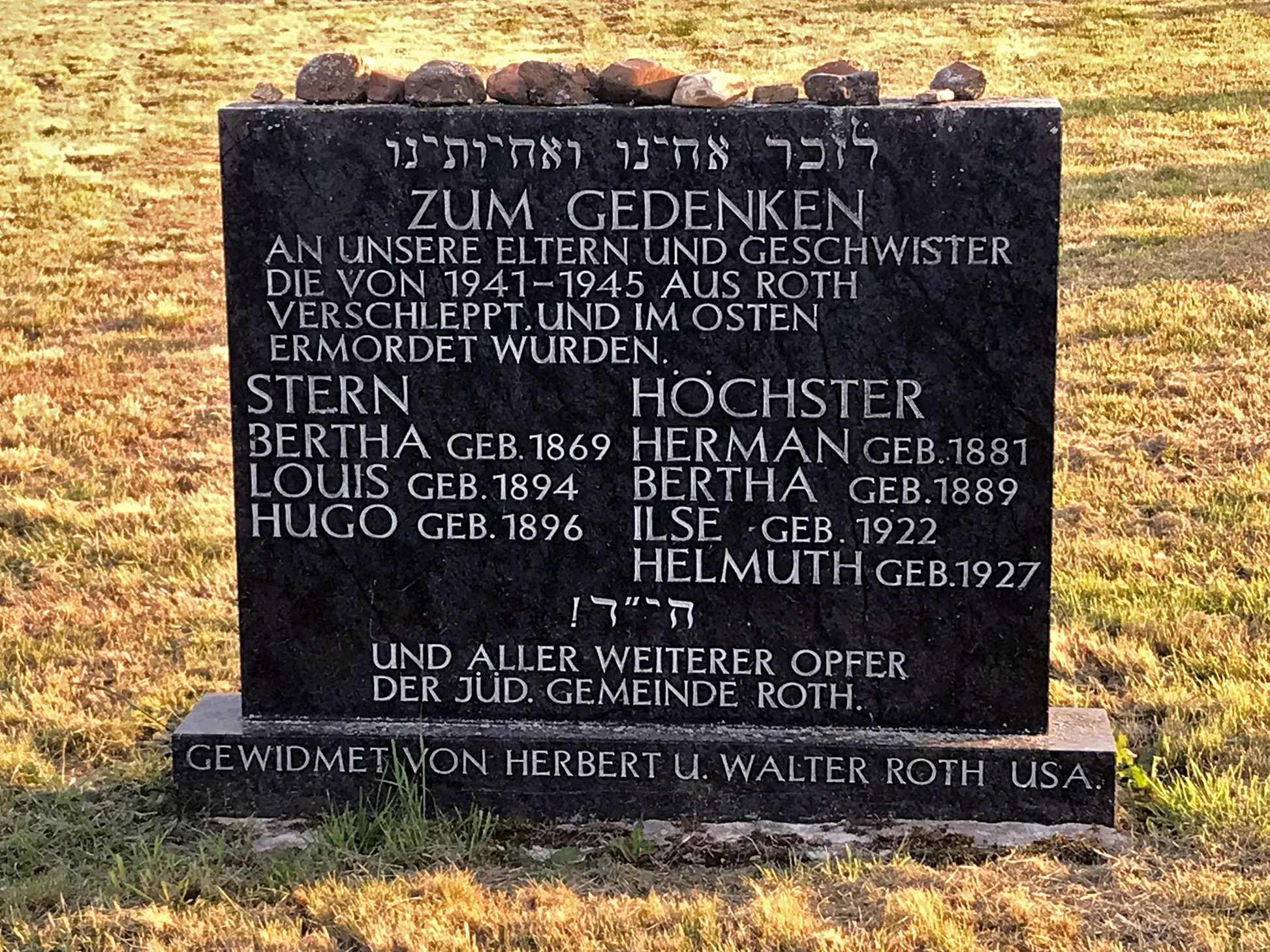
Gedenkstein von 1984 gestiftet von Herbert und Walter Roth

Der Jüdische Friedhof Roth ist ein jüdischer Friedhof in Roth, einem Ortsteil der Gemeinde Weimar im Landkreis Marburg-Biedenkopf in Hessen. Er liegt, von weitem sichtbar, auf dem sogenannten „Geiersberg“, etwa 200 Meter südlich des Ortes, und ist über die Geiersbergstraße und landwirtschaftliche Wege erreichbar. Der Friedhof ist ein geschütztes Kulturdenkmal.

## Geschichte
Juden sind in Roth seit dem Ende des 16. Jahrhunderts nachweisbar. 1737 lebten 13 jüdische Familien mit 54 Personen im Dorf. Die jüdische Gemeinde hatte eine Synagoge und eine jüdische Schule. Der jüdische Friedhof wurde bereits auf dem Grundriss vom Schenckischen Gericht Eigen von 1766/67 als „Judenbegräbnis“ erwähnt. Bis 1814 wurde er auch von der jüdischen Gemeinde in Lohra genutzt. Die jüdische Gemeinde Fronhausen bestattete ihre Toten ebenfalls auf dem Friedhof, bis sie 1873 eine eigene Begräbnisstätte anlegte. 1939 fand die letzte Bestattung statt. 1940 wurde der Friedhof geschlossen. Im Sommer 1941 wurden ca. 20 jüdische Bürgerinnen und Bürger aus Neustadt bei den noch in Roth verbliebenen jüdischen Familien Bergenstein, Höchster, Nathan und Stern zwangsweise einquartiert. Am 8. Dezember 1941 bzw. am 6. September 1942 wurden dann alle ins Ghetto Riga bzw. Ghetto Theresienstadt verschleppt. Von allen überlebte nur Karl Stern. 1945 wurde auf Wunsch eines jüdischen amerikanischen Offiziers der Friedhof wieder in Ordnung gebracht.
Der Friedhof hatte eine Fläche von 25 Ar, von denen 1942 unbelegte 16 Ar an zwei Anlieger verkauft wurden. Die heute Fläche beträgt 891 Quadratmeter. Heute befinden sich auf dem Friedhof noch 43 Grabsteine.
Im Juni 1984 wurde von Herbert und Walter Roth aus den USA ein Gedenkstein für ermordete Juden aus Roth gestiftet. Er trägt auf der Vorderseite die deutsche Inschrift: ZUM GEDENKEN AN UNSERE ELTERN UND GESCHWISTER DIE VON 1941-1945 AUS ROTH VERSCHLEPPT, UND IM OSTEN ERMORDET WURDEN. STERN BERTHA GEB. 1869, LOUIS GEB. 1894, HUGO GEB. 1896, HÖCHSTER HERMAN GEB. 1881, BERTHA GEB. 1889, ILSE GEB. 1922, HELMUTH GEB. 1927 ... UND ALLER WEITERER OPFER DER JÜD. GEMEINDE ROTH. GEWIDMET VON HERBERT U. WALTER ROTH USA.
Im Januar 2012 wurde der Friedhof geschändet. Die Tat hatte einen faschistischen und antisemitischen Hintergrund, denn die Täter warfen vier Grabsteine um, besprühten 16 Steine mit lila Farbe und hinterließen auf einem davon ein Hakenkreuz. Auf Initiative des Arbeitskreises Landsynagoge Roth fand am 15. Januar 2012 am Friedhof eine Mahnwache statt, bei der der Friedhof mit einer Menschenkette umschlossen wurde.